# 米爾歇爾
米爾歇爾是瑞士的城鎮，位於該國中西部，由伯恩州負責管轄，面積2.35平方公里，海拔高度669米，2011年人口595，九成人口信奉基督教，人口密度每平方公里253人。